# Lítožnický rybník
Lítožnický rybník je vodní plocha o velikosti téměř 8 ha rozkládající se na severozápadě městské části Praha-Dubeč. Rybník je napájen Říčanským potokem a je součástí přírodní památky Lítožnice. Násadový rybník u Litožnic byl poprvé zmiňován už v roce 1542 v zápise o dělení dědictví mezi Oldřichem a Adamem Zapským. V první polovině 19. století byl rybník vysušen a na jeho místě vznikly louky. V roce 1953 zde byl založen rybník Myslivecký. Ten tvořil zhruba jednu třetinu současné rozlohy. V roce 1970 vznikly další dva rybníky úzce sousedící se současným, na jihu V Mejtě a na západě Nový. Oba rybníky byly v roce 2016 vypuštěny a vzhledem k rozsahu poškození dělicích hrází propojeny. V roce 2020 byla dokončena výstavba nové hráze a s ní i revitalizace celého území Přírodního parku Říčanka.

## Galerie

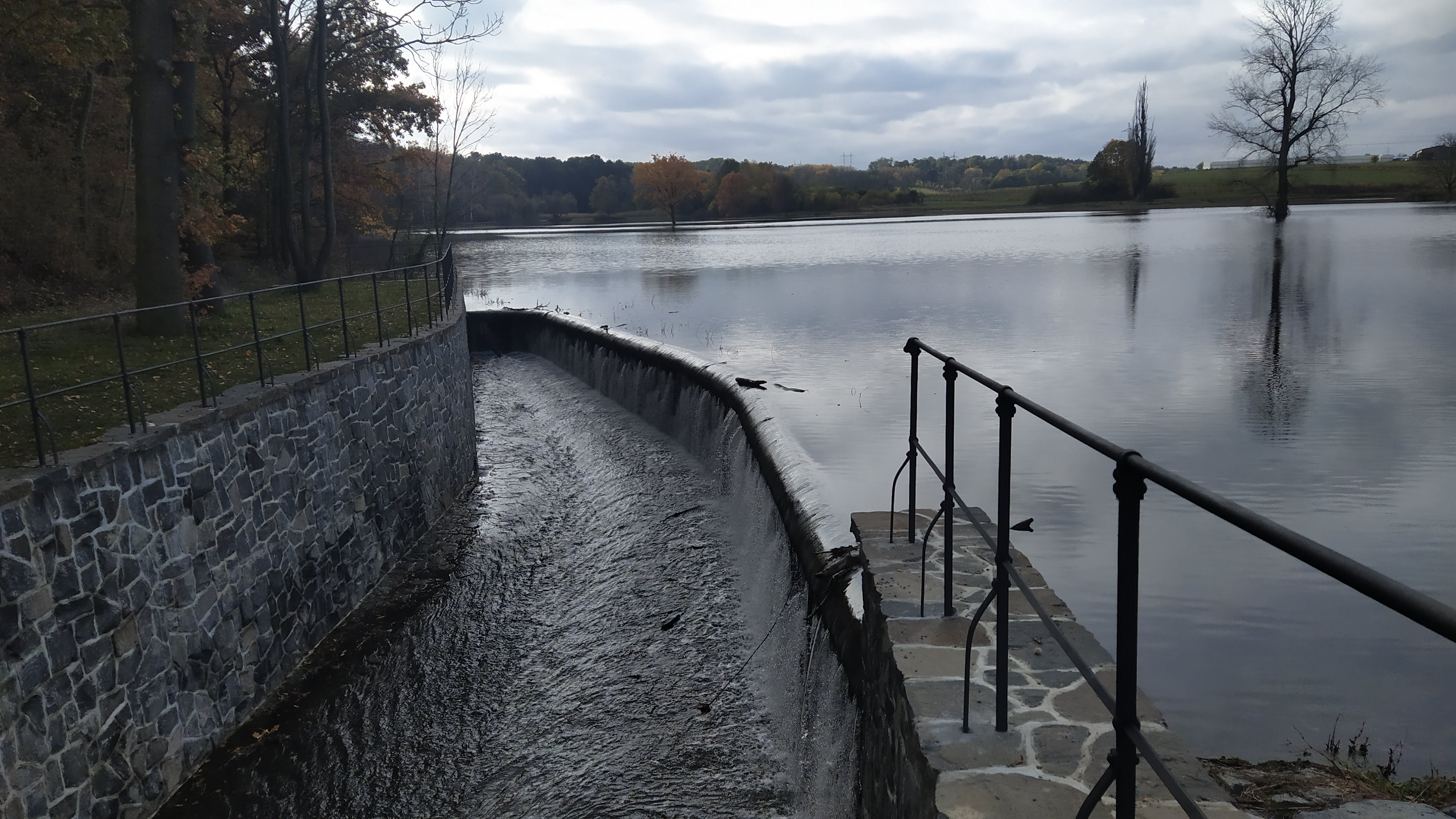
Přepad
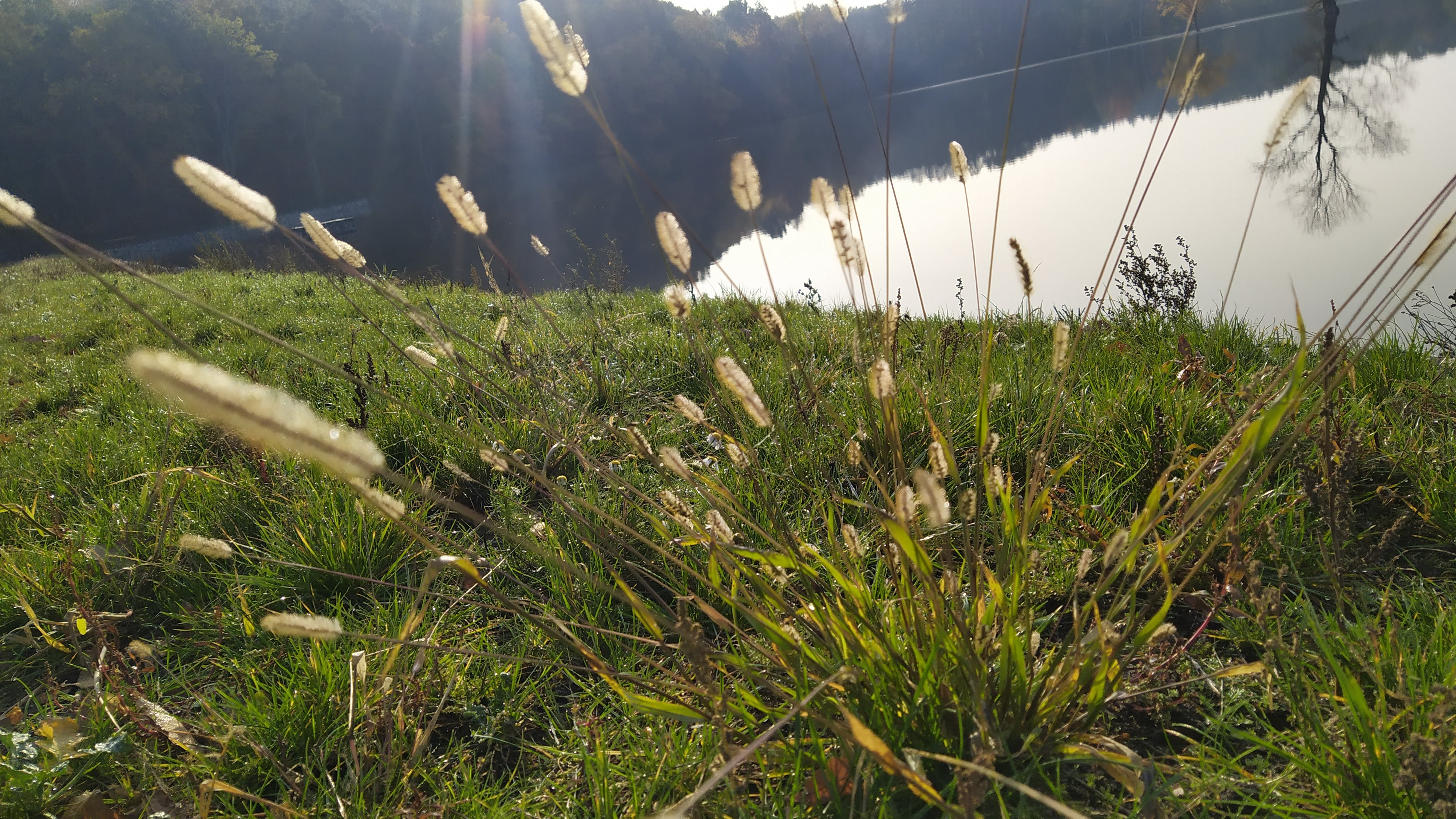
Na hrázi
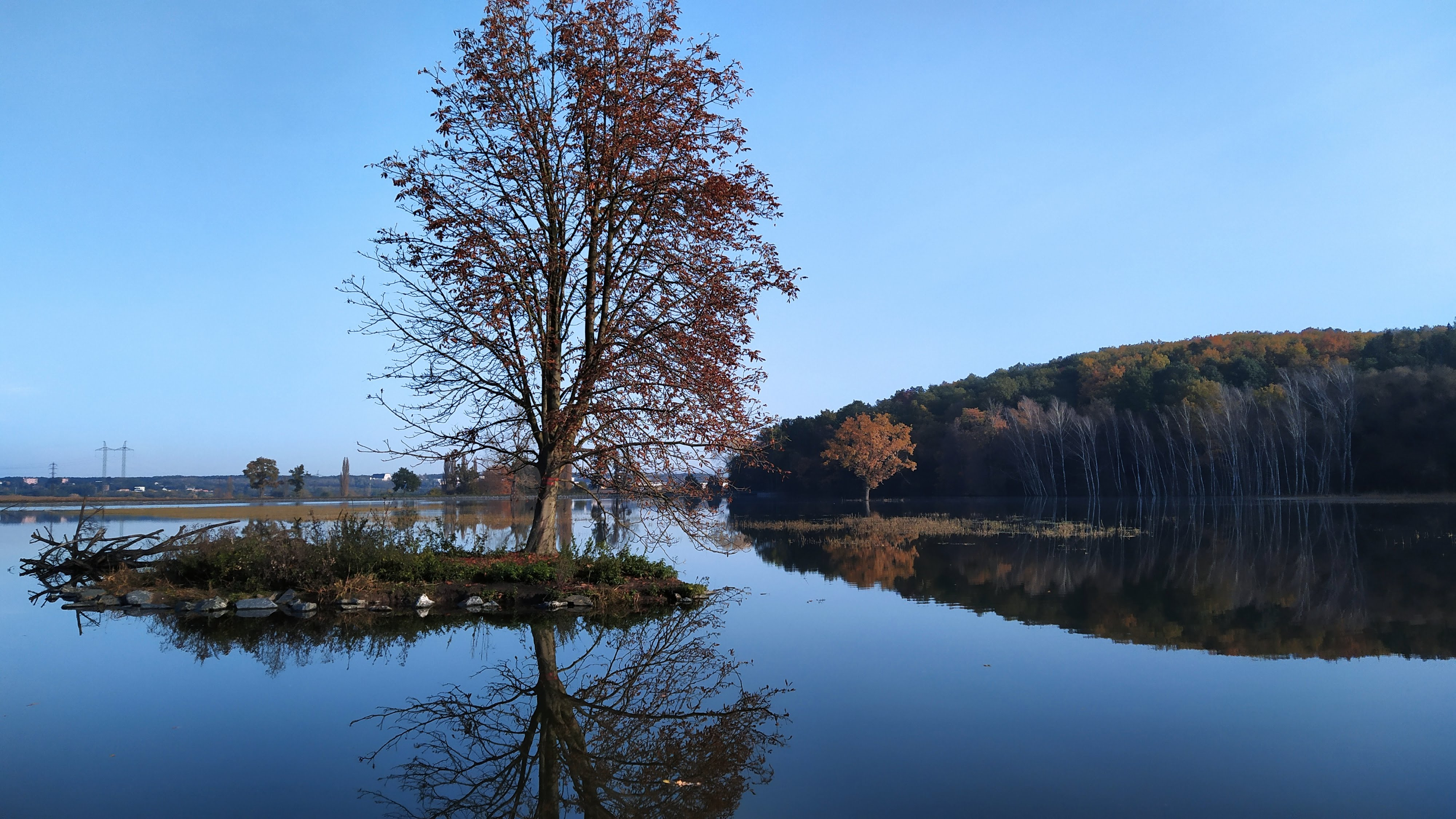
Ostrov na rybníce
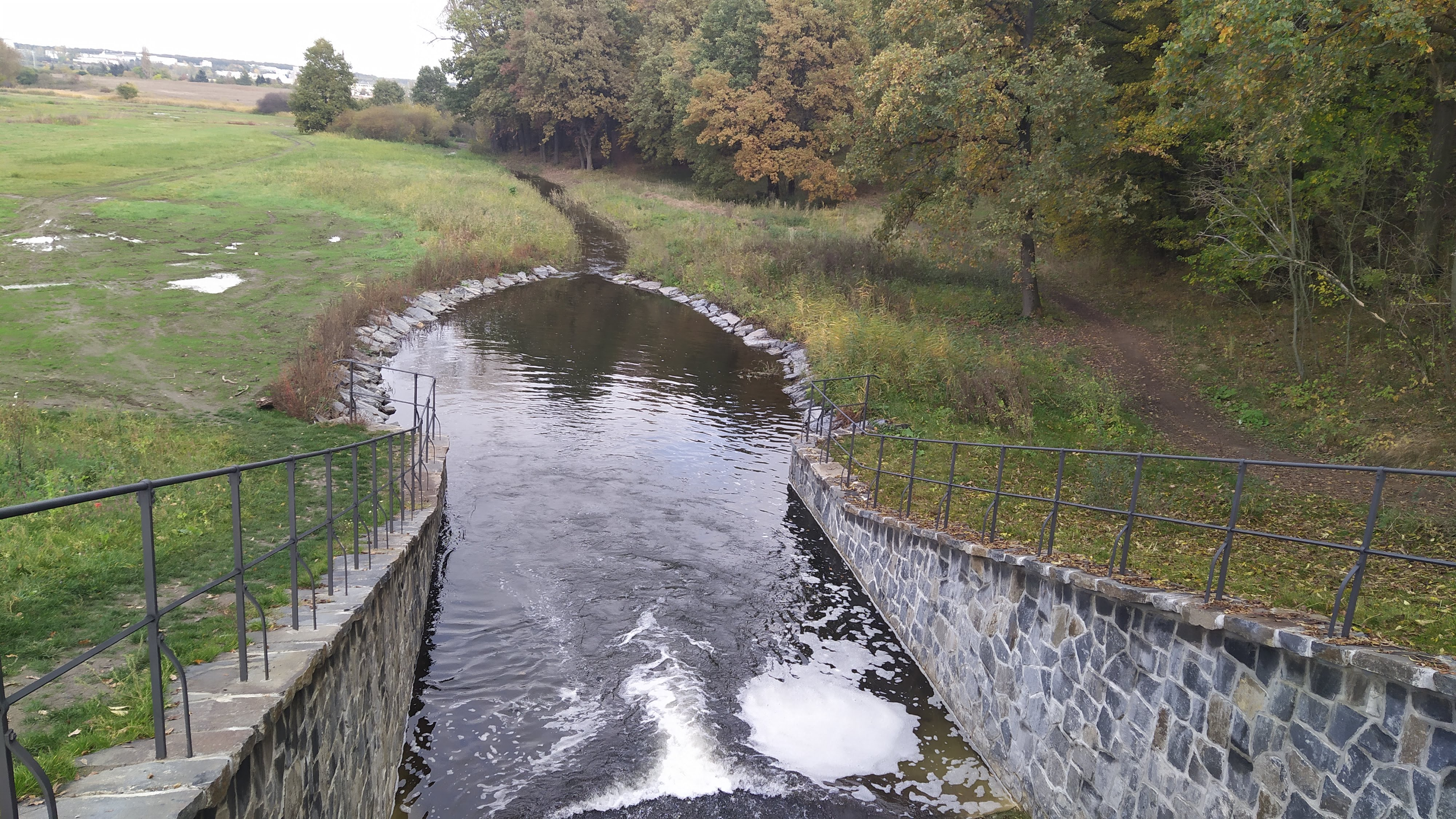
Odtok
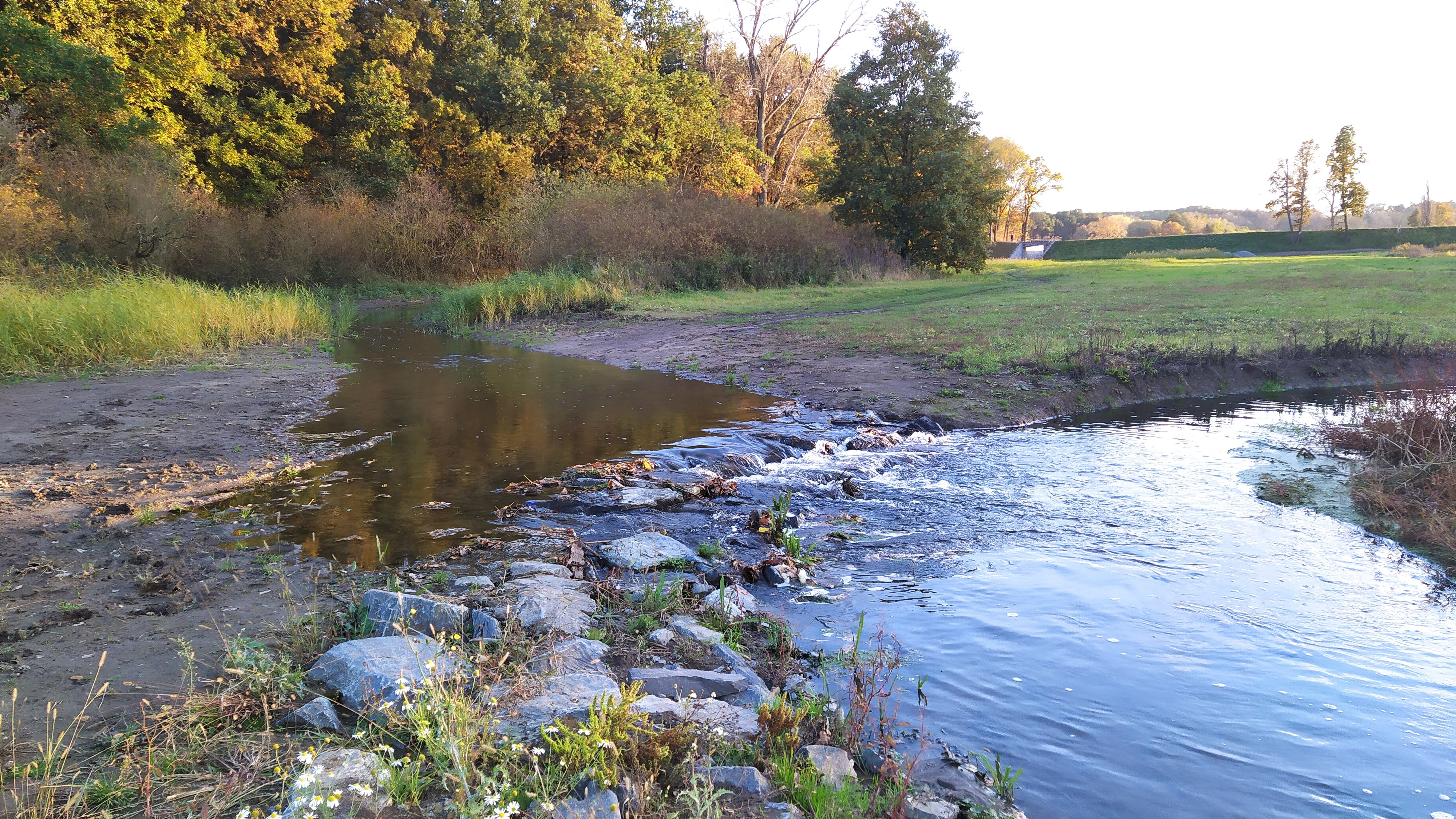
Říčanský potok